# Бутковский (посёлок)
Бутковский — посёлок в Красноармейском районе Самарской области. Входит в состав сельского поселения Ленинский.
Расположен вблизи восточной границы района, в верховьях реки Большая Вязовка (верхний приток Чапаевки) на возвышенности Средний Сырт, в 15 км к юго-востоку от села Красноармейское и в 65 км к югу от Самары. От посёлка отходит автодорога на север к посёлку Кочетковский (выход на автодорогу Красноармейское — Ленинский — А300).

## История
В 1973 г. Указом Президиума ВС РСФСР поселок отделения № 3 совхоза имени Ленина переименован в Бутковский.

## Население
| 2010 |
| ---- |
| 81   |